# Фтелия (дем Доксат)
Вижте пояснителната страница за други значения на Фтелия.
Фтелия (на гръцки: Φτελιά, до 1927 година Εφτελιά, Ефтелия, до 1956 година Πτελέα, Птелеа, в превод всички форми означават Бряст) е село в Гърция, част от дем Доксат на област Източна Македония и Тракия.

## География
Селото се намира в на 80 m надморска височина в Драмското поле, на 9 km южно от град Драма.

## История
Селото не се споменава в преброяването от 1913 година, а в 1920 година има 99 жители. На практика е основано в 1919 година от тракийци гърци, бежанци от България и Османската империя – предимно от Наипкьой, Родостенско, от Ортакьой, от Хавса и от селата в Хавсенско, Трапезундско и Самсунско. По-късно в селото се настаняват и много каракачански семейства. В 1923 година са заселени 80 бежански семейства.
Община Ефтелия е основана на 11 юни 1924 година чрез отделяне от община Доксат.
В 1928 година Фтелия е чисто бежанско село със 148 бежански семейства и 615 души бежанци.
След 60-те години започва силно изселване към големите градове. Землището на селото е силно плодородно. Произвежда се памук, жито, фуражни и други земеделски продукти, като е развито и краварството.
Църквата в селото е посветена на Светите Архангели.
| Година    | 1913 | 1920 | 1928 | 1940 | 1951 | 1961 | 1971 | 1981 | 1991 | 2001 | 2011 | 2021 |
| --------- | ---- | ---- | ---- | ---- | ---- | ---- | ---- | ---- | ---- | ---- | ---- | ---- |
| Население |      | 99   | 799  | 1107 | 1136 | 1109 | 901  | 964  | 907  | 981  | 981  | 828  |

## Личности
Родени във Фтелия
- Илияс Неофитидис (р. 13 август 1948), гръцки американски емигрантски деец